# Чон Ун Чхан
Чон Ун Чхан (кор. 정운찬, 鄭雲燦, Jeong Un-chan, Chŏng Unch'an; нар. 21 березня 1947) — корейський науковець і політик, сороковий прем'єр-міністр Республіки Корея.

## Кар'єра
Вивчав економіку на батьківщині в Сеульському національному університеті та у Сполучених Штатах Америки. Від 2002 до 2006 року обіймав посаду президента Сеульського національного університету.
У вересні 2009 року очолив Уряд Республіки Корея. Вийшов у відставку у серпні 2011 року.